# Fäktning vid olympiska sommarspelen 1908
Vid olympiska sommarspelen 1908 i London avgjordes fyra grenar i fäktning och tävlingarna hölls mellan 23 april och 1 maj 1908 på Franco-British Exhibition. Antalet deltagare var 131 tävlande från 14 länder.

## Medaljfördelning
| Medaljfördelning |                |      |        |       |        |
| Placering        | Nation         | Guld | Silver | Brons | Totalt |
| 1                | Frankrike      | 2    | 1      | 1     | 4      |
| 2                | Ungern         | 2    | 1      | 0     | 3      |
| 3                | Italien        | 0    | 1      | 0     | 1      |
| 3                | Storbritannien | 0    | 1      | 0     | 1      |
| 5                | Böhmen         | 0    | 0      | 2     | 2      |
| 6                | Belgien        | 0    | 0      | 1     | 1      |

## Medaljörer

### Herrar
| Gren                  | Guld                                                                                   | Silver | Brons |
| Värja Detaljer...     | Gaston Alibert · Frankrike                                                             | Alexandre Lippmann · Frankrike                                                                                  | Eugène Olivier · Frankrike                                                                                             |
| Värja lag Detaljer... | Frankrike · Gaston Alibert · Henri-Georges Berger · Charles Collignon · Eugène Olivier | Storbritannien · Charles Leaf Daniell · Cecil Haig · Martin Holt · Robert Montgomerie                           | Belgien · Paul Anspach · Désiré Beaurain · Ferdinand Feyerick · François Rom                                           |
| Sabel Detaljer...     | Jenő Fuchs · Ungern                                                                    | Béla Zulawszky · Ungern                                                                                         | Vilém Goppold von Lobsdorf · Böhmen                                                                                    |
| Sabel lag Detaljer... | Ungern · Jenő Fuchs · Oszkár Gerde · Péter Tóth · Lajos Werkner · Dezső Földes         | Italien · Marcello Bertinetti · Riccardo Nowak · Abelardo Olivier · Alessandro Pirzio-Biroli · Sante Ceccherini | Böhmen · Vlastimil Lada-Sázavský · Vilém Goppold von Lobsdorf · Bedřich Schejbal · Jaroslav Šourek-Tuček · Otakar Lada |

## Deltagande nationer
Totalt deltog 131 fäktare från 14 länder vid de olympiska spelen 1908 i London.
| | |  |
| - Belgien (18) - Böhmen (7) - Danmark (8) - Frankrike (22) - Italien (11) - Kanada (1) - Nederländerna (13) | - Norge (1) - Storbritannien (23) - Sverige (7) - Sydafrika (1) - Tyskland (10) - Ungern (8) - Österrike (1) |  |